# Leamington (Canada)
Leamington è un comune del Canada, situato nella provincia dell'Ontario, nella contea di Essex.